# Goniodoris castanea
Goniodoris castanea Alder & Hancock, 1845 è un mollusco nudibranchio della famiglia Goniodorididae.

## Descrizione
Corpo di colore marrone, finemente puntinato di bianco. Ciuffo branchiale di grosse dimensioni. Fino a 3 centimetri.

## Biologia
Si nutre di principalmente di ascidie delle specie Botryllus schlosseri e Ascidia mentula.

## Distribuzione e habitat
Principalmente sulle coste europee dell'Oceano Atlantico del nord; di incerta attribuzione rinvenimenti effettuati nel Canale di Suez e sulle coste della Nuova Zelanda. Non rinvenuta a profondità eccedenti i 7-10 metri.